# Sebastian Schoof

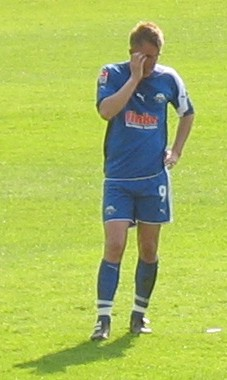
Sebastian Schoof 2006

Sebastian Schoof (* 22. März 1980 in Niederkassel) ist ein ehemaliger deutscher Fußballspieler.

## Karriere

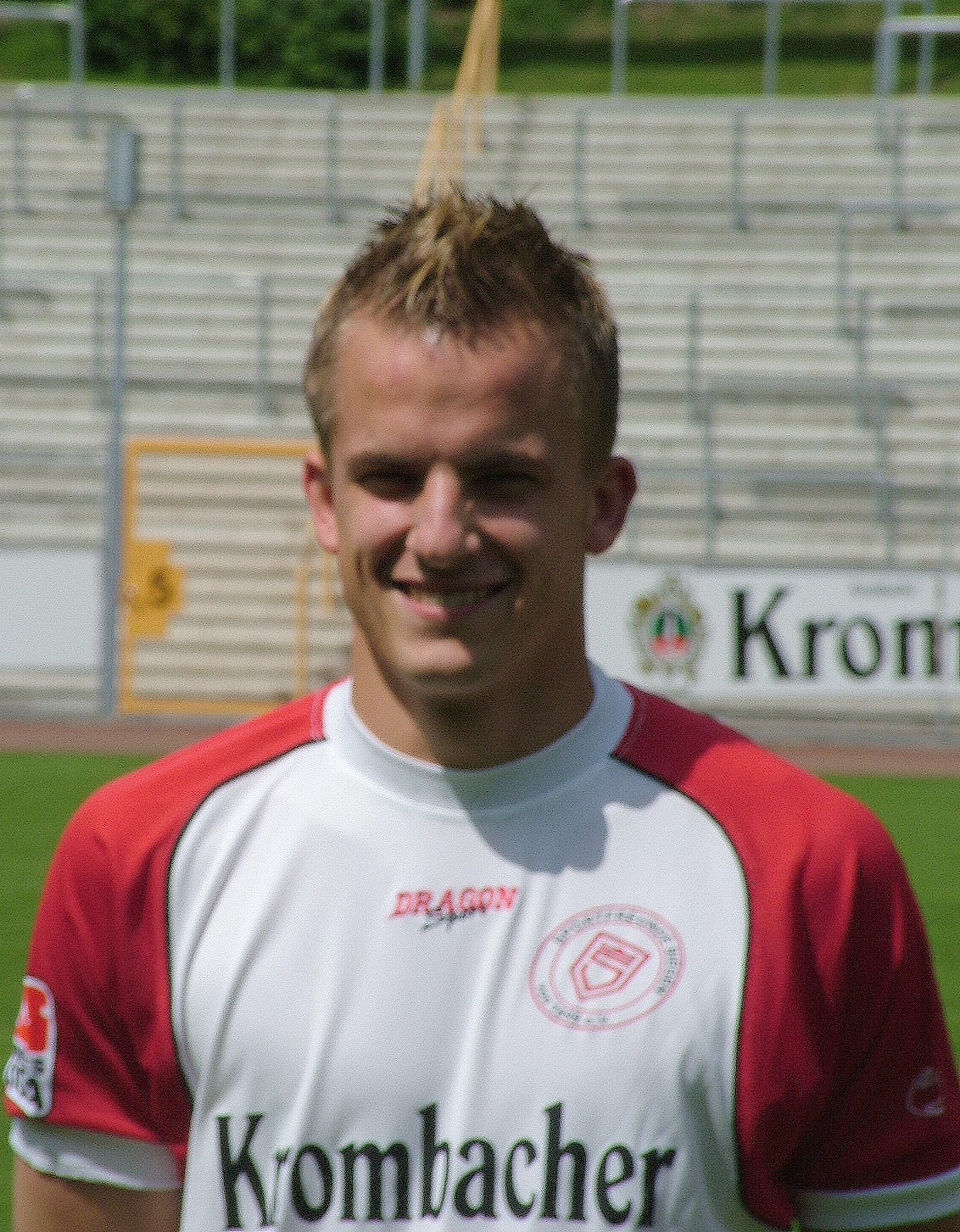
Sebastian Schoof im Trikot der Sportfreunde Siegen

Der 1,90 m große Mittelstürmer spielte in seiner Jugend für den FV Bad Honnef, Bonner SC, FC Hertha Rheidt und den SCB Preußen Köln, für dessen erste Mannschaft er in der Oberligasaison 2000/01 bereits zwölf Tore in 28 Spielen erzielte. Daraufhin wechselte er 2001 zum Regionalligateam von Bayer 04 Leverkusen, wo er von Thomas Hörster trainiert wurde. Als dieser in der Saison 2002/03 kurzzeitig das Profiteam übernahm, wurde auch Schoof berufen und kam zu sieben Bundesligaeinsätzen, in denen ihm zwei Tore gelangen. In der darauffolgenden Saison wechselte er zu Rot-Weiss Essen in die Regionalliga Nord und erreichte mit dem Verein die Meisterschaft und den Aufstieg in die 2. Bundesliga.
In der Saison 2005/06 spielte er bis zur Winterpause für den Zweitligaaufsteiger Sportfreunde Siegen. Im Januar 2006 wechselte Schoof zum Ligakonkurrenten SC Paderborn 07. Zur Saison 2006/07 schloss sich der Stürmer dem Regionalligisten BSV Kickers Emden an.
Im Juni 2007 löste er seinen Vertrag bei Emden auf und wechselte zu Rot Weiss Ahlen. Dort blieb Schoof nur ein halbes Jahr und schloss sich im Januar 2008 Germania Dattenfeld an. Ab 2011 spielte der Stürmer für die Sportfreunde Troisdorf in der Mittelrheinliga. Im Sommer 2013 wechselte Schoof zum Bonner Verein Blau-Weiß Friesdorf, für den er zwei Jahre spielte.
Sebastian Schoof kam in seiner Karriere zu sieben Bundesligaeinsätzen (zwei Tore) und 32 Zweitligaspielen (drei Tore) sowie 86 Regionalligaspielen (25 Tore).